# Alpha Zulu
Alpha Zulu es el séptimo álbum de estudio de la banda de indie-pop francesa Phoenix, cuyo lanzamiento fue previsto para el 4 de noviembre de 2022 a través de Glassnote Records. Producido por la misma banda, es su primer álbum desde Ti Amo de 2017. Los sencillos «Identical», «Alpha Zulu» y «Tonight» precedieron al álbum. La banda se embarcó en una gira por América del Norte para promocionar el álbum, y visitó el Reino Unido y Europa en octubre de 2022.

## Antecedentes
Phoenix comenzó a grabar el álbum durante la pandemia de COVID-19 en 2020 en el estudio Musée des Arts Décoratifs, que se encuentra dentro del Palacio del Louvre en París. Laurent Brancowitz dijo que la banda “sintió que sería una aventura fantástica crear algo de la nada” en un museo vacío. Christian Mazzalai dijo que a pesar de sus preocupaciones iniciales de hacer algo rodeado de “demasiada belleza”, la banda “no podía dejar de producir música” y que escribieron “casi todo” Alpha Zulu en los primeros 10 días. El álbum fue inspirado por Philippe Zdar de la banda Cassius, quien murió en 2019.
La canción «Identical» se lanzó por primera vez en 2020 en la banda sonora de la película On the Rocks de Sofia Coppola. Tras el lanzamiento de la canción, el líder Thomas Mars declaró que “va en una dirección sonora diferente a la del LP”, que se siente “por todas partes” y como la “misma clase de Frankenstein extraño de un álbum” que lo fue el debut de la banda United.

## Lista de canciones
| Lista de canciones de Alpha Zulu |                             |          |  |
| N.º                              | Título                      | Duración |  |
| 1.                               | «Alpha Zulu»                | 2:52     |  |
| 2.                               | «Tonight» (con Ezra Koenig) | 4:06     |  |
| 3.                               | «The Only One»              | 3:29     |  |
| 4.                               | «After Midnight»            | 3:11     |  |
| 5.                               | «Winter Solstice»           | 3:56     |  |
| 6.                               | «Season 2»                  | 2:47     |  |
| 7.                               | «Artefact»                  | 3:24     |  |
| 8.                               | «All Eyes on Me»            | 3:04     |  |
| 9.                               | «My Elixir»                 | 3:32     |  |
| 10.                              | «Identical»                 | 5:02     |  |